# Величко Олексій Васильович
Олексій Васильович Величко (нар. 30 березня 1954) — український футбольний тренер.

## Життєпис
Кар'єру тренера розпочав на початку 1990-их років. З липня 1993 року по червень 1996 року працював начальником команди «Дніпро» (Дніпропетровськ), а з липня 2001 по червнень 2002 року — генеральним директором полтавської «Ворскли».
З червня 2002 року працює разом з В'ячеславом Грозним. З червня 2002 року допомогав вище вказаному фахівцеві у київському «Арсеналі». 1 червня 2004 року звільнений з займаної посади. З кінця вересня 2005 року по травень 2006 року працював разом із В'ячеславом Грозним у запорізькому «Металурзі».
На початку червня 2008 року увійшов до тренерського штабу «Терека». Перебував у клубі до середини жовтня наступного року.
Наприкінці січня 2010 року повернувся до «Арсеналу». В столичному клубі пропрацював до кінця квітня 2010 року.
Наприкінці грудня 2011 року разом із В'ячеславом Грозним почав роботу в казахстанському клубі «Тобол» (Костанай). Наприкінці грудня 2012 року залишив займану посаду.
У червні 2013 року призначений старшим тренером «Говерли». У 2015 році виконував обов'язки головного тренера закарпатського клубу. У червні 2016 року залишив ужгородськуий клуб.
25 жовтня 2016 року увійшов до тренерського штабу тбіліського «Динамо».
На початку жовтня 2018 року призначений першим помічником В'ячеслава Грозного в київському «Арсеналі», де пропрацював до червня 2019 року.
На початку 2020 року увійшов до тренерського штабу «Шахтаря», але вже в червні 2020 року, у зв'язку з оптимізацією клубного бюджету, разом з В'ячеславом Грозним залишив карагандинців.